# Guglielmo III di Ginevra
Guglielmo (Guillermo in spagnolo, Guillaume in francese, Wilhelm in tedesco e William in inglese; circa 1280 – 25 novembre 1320) fu conte di Ginevra dal 1308 sino alla sua morte.

## Origine
Guglielmo, come viene ricordato nel testamento del padre, riportato nel documento n° REG 0/0/1/1594 degli Archives de l'Abbaye de Saint-Maurice, era il figlio maschio primogenito del conte di Ginevra Amedeo II e, come conferma anche Le Grand dictionnaire historique, Volume 5, di sua moglie Agnese di Chalon ( † 1350 circa), figlia di Giovanni I di Chalon, conte di Chalon e d'Auxonne e della terza moglie, Laura di Commercy; il contratto di matrimonio fu concordato dal fratello di Agnese, Giovanni (come viene confermato dal documento n° REG 0/0/1/1215 degli Archives de l'Abbaye de Saint-Maurice), signore di Arlay, come conferma il documento n° 85 del Cartulaire de Hugues de Chalon (1220-1319). 

Secondo Le Grand dictionnaire historique, Volume 5, Amedeo II di Ginevra era il figlio terzogenito del Conte di Ginevra, Rodolfo e della moglie, Maria de la Tour du Pin) ( † dopo il 1266), figlia di Alberto III de la Tour du Pin , appartenente alla potente famiglia del Delfinato; il contratto di matrimonio è riportato nel documento n° 141 del Peter der Zweite, Graf von Savoyen, Markgraf in Italien, Volume 4, come conferma anche il documento n° REG 0/0/1/737 degli Archives de l'Abbaye de Saint-Maurice.

## Biografia
Durante il governo di suo padre, Amedeo II, i rapporti con i conti di Savoia furono conflittuali, sin dall'inizio, con conseguenti guerre, tregue e pacificazioni.

Nel 1291, secondo il documento REG 0/0/1/1349 dagli Archives de l'Abbaye de Saint-Maurice, fu siglata una pace con il conte di Savoia, Amedeo V, dopo che il papa Nicola IV aveva rilasciato una dispensa per permettere il matrimonio di Guglielmo, erede di Amedeo II con Beatrice (1281-prima del 1294), figlia undicenne di Amedeo V, come da documento REG 0/0/1/1325 dagli Archives de l'Abbaye de Saint-Maurice; il matrimonio non fu mai celebrato per la prematura morte di Beatrice.
Secondo il De Allobrogibus libri novem, nel 1297, suo padre, Amedeo II siglò un trattato di pace col conte di Savoia, Amedeo V, in cui, per sancire l'alleanza tra i conti di Ginevra e la casa Savoia, era previsto il matrimonio tra i loro figli, Guglielmo e Agnese.
In una data imprecisata, suo padre, Amedeo II (Amedeus Geben comes), col consenso di Guglielmo e del fratello, Amedeo (filii eius Guillermus et Amedeus) fece una donazione all'abbazia di Oujon (oggi un sito archeologico) a Arzier-Le Muids, come riporta il documento n° 39a del Cartulaires de la chartreuse d'Oujon et de l'abbaye de Hautcrêt.
Nel 1306, suo padre, Amedeo II fece testamento, nominando erede universale Guglielmo, il figlio primogenito, mentre agli altri due figli maschi, Amedeo e Ugo, lasciava alcuni castelli, che dovevano essere venduti solo al conte o ai suoi eredi; nel caso Guglielmo fosse morto senza discendenza, Amedeo oppure Ugo gli sarebbero succeduti; il testamento è riportato nel documento n° REG 0/0/1/1594 degli Archives de l'Abbaye de Saint-Maurice, ricorda anche la moglie Agnese, a cui lascia l'usufrutto di tutti i suoi beni.
Secondo il Fasciculus temporis della Chronique de Genève 1303 1335 delle Preuves delle Mémoires et documents publiés par la Société d'histoire et d'archeologie, Volume 9, Amedeo II morì al castello di Vuache o di Bacho il 22 maggio 1308, e fu sepolto a Montagny due giorni dopo; anche il documento n° REG 0/0/1/1619 degli Archives de l'Abbaye de Saint-Maurice, riporta la morte del conte Amedeo II, confermando date e luoghi .
Guglielmo, figlio primogenito, succedette ad Amedeo II, come Guglielmo III, che in quello stesso mese di maggio fu omaggiato come conte di Ginevra.
Il 29 maggio di quello stesso anno, Guglielmo III aveva stipulato una transazione di beni con la madre, Agnese di Chalon, come da documento REG 0/0/1/1620 dagli Archives de l'Abbaye de Saint-Maurice.

La transazione venne confermata, circa tre anni dopo, il 16 febbraio 1311, come da documento REG 0/0/1/1677 dagli Archives de l'Abbaye de Saint-Maurice, controfirmata dai garanti in giorni diversi, tra il 24 ed il 28 di febbraio, come da documento REG 0/0/1/1678 dagli Archives de l'Abbaye de Saint-Maurice.
Dopo essere stato testimone, nell'agosto 1308, del trattato tra il conte di Savoia Amedeo V e Beatrice di Faucigny, Signora di Faucigny e vedova del delfino del Viennois e conte di Albon, nel mese di ottobre di quello stesso anno, Guglielmo III concluse un trattato, col conte dI Savoia, Amedeo V, come da documenti REG 0/0/1/1626 e REG 0/0/1/1627 dagli Archives de l'Abbaye de Saint-Maurice.

Ed in quello stesso mese di ottobre, col documento REG 0/0/1/1628 dagli Archives de l'Abbaye de Saint-Maurice, Guglielmo III informava i suoi vassalli del trattato stipulato e ordinava loro di evitare qualsiasi aggressione contro i Savoia.
Secondo il documento n° 17948 del Regeste dauphinois, Guglielmo III, nell'aprile 1311, fece testamento in cui destinava ai fratelli Amedeo e Ugo una rendita annuale di 30 lire di Ginevra.
Secondo il Fasciculus temporis della Chronique de Genève 1303 1335 delle Preuves delle Mémoires et documents publiés par la Société d'histoire et d'archeologie, Volume 9, Guglielmo III morì il 25 novembre 1320.

A Guglielmo III succedette il figlio Amedeo, come Amedeo III.

## Matrimonio e discendenza
Nel 1297, Guglielmo III, come confermano sia Le Grand dictionnaire historique, Volume 5, che lo storico francese, Samuel Guichenon, nel suo Histoire généalogique de la royale maison de Savoie, aveva sposato Agnese di Savoia, che era la figlia di Amedeo V, Conte di Savoia, d'Aosta e di Moriana, e della sua prima moglie, Sibilla o Simona di Baugé, che sempre secondo la Samuel Guichenon era l'unica figlia del signore di Baugé e della Bresse, Guido II di Baugé.

Amedeo II da Agnese ebbe due figli: 
- Margherita
- Amedeo conte di Ginevra, che sposò Mathilde o Mahaut d'Auvergne, chiamata anche de Boulogne, come riporta la Histoire généalogique de la maison d'Auvergne[26].

## Ascendenza
|                          |                       |                               | Genitori                     |  |  | Nonni |  |  | Bisnonni                |  |  | Trisnonni              |  |
|                          |                       |                               |                              |  |  |       |  |  | Guglielmo II di Ginevra |  |  | Guglielmo I di Ginevra |  |
|                          |                       |                               |                              |  |  |       |  |  | Guglielmo II di Ginevra |  |  | Guglielmo I di Ginevra |  |
|                          |                       | Beatrice di Faucigny          |                              |  |  |       |  |  | Guglielmo II di Ginevra |  |  |                        |  |
| Rodolfo di Ginevra       |                       |                               |                              |  |  |       |  |  | Guglielmo II di Ginevra |  |  |                        |  |
|                          |                       | Alice de la Tour du Pin       | Alberto II de la Tour du Pin |  |  |       |  |  |                         |  |  |                        |  |
|                          |                       | Alice de la Tour du Pin       | Alberto II de la Tour du Pin |  |  |       |  |  |                         |  |  |                        |  |
|                          |                       | Alice de la Tour du Pin       | …                            |  |  |       |  |  |                         |  |  |                        |  |
| Amedeo II di Ginevra     |                       | Alice de la Tour du Pin       |                              |  |  |       |  |  |                         |  |  |                        |  |
|                          |                       | Alberto III de la Tour du Pin | …                            |  |  |       |  |  |                         |  |  |                        |  |
|                          |                       | Alberto III de la Tour du Pin | …                            |  |  |       |  |  |                         |  |  |                        |  |
|                          |                       | Alberto III de la Tour du Pin | …                            |  |  |       |  |  |                         |  |  |                        |  |
| Maria de la Tour du Pin  |                       | Alberto III de la Tour du Pin |                              |  |  |       |  |  |                         |  |  |                        |  |
|                          |                       | …                             | …                            |  |  |       |  |  |                         |  |  |                        |  |
|                          |                       | …                             | …                            |  |  |       |  |  |                         |  |  |                        |  |
|                          |                       | …                             | …                            |  |  |       |  |  |                         |  |  |                        |  |
| Guglielmo III di Ginevra |                       | …                             |                              |  |  |       |  |  |                         |  |  |                        |  |
|                          | Stefano III d'Auxonne | Stefano II d'Auxonne          |                              |  |  |       |  |  |                         |  |  |                        |  |
|                          | Stefano III d'Auxonne | Stefano II d'Auxonne          |                              |  |  |       |  |  |                         |  |  |                        |  |
|                          | Stefano III d'Auxonne | Giuditta di Lorena            |                              |  |  |       |  |  |                         |  |  |                        |  |
| Giovanni d'Auxonne       | Stefano III d'Auxonne |                               |                              |  |  |       |  |  |                         |  |  |                        |  |
|                          |                       | Beatrice di Chalon            | Guglielmo III di Chalon      |  |  |       |  |  |                         |  |  |                        |  |
|                          |                       | Beatrice di Chalon            | Guglielmo III di Chalon      |  |  |       |  |  |                         |  |  |                        |  |
|                          |                       | Beatrice di Chalon            | …                            |  |  |       |  |  |                         |  |  |                        |  |
| Agnese di Chalon         |                       | Beatrice di Chalon            |                              |  |  |       |  |  |                         |  |  |                        |  |
|                          |                       | Simone II di Commercy         | …                            |  |  |       |  |  |                         |  |  |                        |  |
|                          |                       | Simone II di Commercy         | …                            |  |  |       |  |  |                         |  |  |                        |  |
|                          |                       | Simone II di Commercy         | …                            |  |  |       |  |  |                         |  |  |                        |  |
| Laura di Commercy        |                       | Simone II di Commercy         |                              |  |  |       |  |  |                         |  |  |                        |  |
|                          |                       | …                             | …                            |  |  |       |  |  |                         |  |  |                        |  |
|                          |                       | …                             | …                            |  |  |       |  |  |                         |  |  |                        |  |
|                          |                       | …                             | …                            |  |  |       |  |  |                         |  |  |                        |  |
|                          |                       | …                             |                              |  |  |       |  |  |                         |  |  |                        |  |

### Fonti primarie
- (FR)  Cartulaire de Hugues de Chalon (1220-1319).
- (LA)  (FR)  Archives historiques de l'Abbaye de Saint-Maurice.
- (LA)  Peter der Zweite, Graf von Savoyen, Markgraf in Italien, Volume 4.
- (LA)  Cartulaires de la chartreuse d'Oujon et de l'abbaye de Hautcrêt.
- (LA)  De Allobrogibus libri novem.
- (LA, FR)  #ES Mémoires et documents, Volume 9.
- (LA, FR)  Histoire généalogique de la maison d'Auvergne.
- (LA, FR)  Preuves de l'Histoire généalogique de la royale maison de Savoie, justifiée par titres, ..par Guichenon, Samuel.

### Letteratura storiografica
- (FR)  Le Grand dictionnaire historique, Volume 5.
- (FR)  Regeste dauphinois.